# سیگت‌وار
سیگت‌وار (مجاری: Szigetvár; کرواتی: Siget) شهری در بارانیا در مجارستان است. نام آن از ترکیب Sziget (جزیره) و vár (قلعه) تشکیل شده‌است. جمعیت سیگت‌وار ۹٬۵۹۴ نفر است.

## تاریخ جنگ‌های قلعه

بخش‌های سیگت‌وار در ۱۵۶۶: شهر جدید، شهر قدیمی، ارگ بیرونی و ارگ داخلی.

شهر سیگت‌وار را آب به سه بخش تقسیم کرده‌بود: شهر قدیمی، شهر جدید و قلعه که هر کدام توسط پل و گذرگاه به خشکی متصل می‌شدند. اگرچه این قلعه در زمینی مرتفع ساخته نشده بود، اما قلعه درونی، که بیشتر منطقه قلعه امروزی در آن قرار دارد، مستقیماً در دسترس مهاجمان نبود؛ به این دلیل که قبل از شروع حمله نهایی به قلعه داخلی، دو دیوار بیرونی دیگر باید تسخیر می‌شد.
در جریان لشکرکشی سلطان سلیمان به مجارستان، در ۱۵۴۱، علاوه بر تصرف بودا، پچ و شیکلوش در شرق سیگت‌وار نیز تصرف شد و بسیاری از قلعه‌های مجارستان به‌غیر از سیگت‌وار به‌دست سلیمان افتاد.
در ۱۵۶۱، میکلوش زرینی به عنوان حاکم قلعه سیگت‌وار منصوب شد و مأموریت یافت تا آن را در کنترل هابسبورگ حفظ کند. تحت فرمان زرینی، مدافعان سیگت‌وار تا دانوب یورش برده و تهدیدی جدی برای مسیرهای تدارکاتی ارتش عثمانی بین بلگراد و بودا ایجاد می‌کردند. در ۱۵۶۶ سلطان سلیمان ۷۲ ساله و بسیار بیمار شخصاً سپاه خود را به سیگت‌وار هدایت و در ۶ اوت قلعه را محاصره کرد. او بر اثر کهولت سن در ۶ یا ۷ سپتامبر درگذشت، و سیگت‌وار نیز در ۸ سپتامبر سقوط کرد. میکلوش زرینی و مردانش در آخرین روز دلاورانه به خارج از قلعه آمدند و کشته شدند.
پس از تصرف، قلعه و حومه آن بازسازی و منطقه اطراف آن به یک سنجاق سازماندهی شد.
سیگت‌وار تا اواخر قرن هفدهم در دست عثمانی باقی ماند. با آزادسازی بودا، در ۱۶۸۶، بخش جنوبی فرادانوب تحت کنترل هابسبورگ قرار گرفت اما سیگت‌وار همچنان در عثمانی باقی ماند. با منزوی و محاصره شدن و بروز قحطی، پادگان عثمانی قلعه را در فوریه ۱۶۸۹ تسلیم کرد. این قلعه تا پایان قرن ۱۸ نقش نظامی خود را با استقرار در داخل دیوارهایش حفظ کرد.

## تربت سلیمان
در محلی که جسد سلیمان برای کوتاه‌مدتی نگهداری شد، قلب و اندام‌های داخلی او را خاک کردند و بعدها تربت، مسجد، صومعه درویشان و پادگان در اطراف بقعه پدید آمد و این مکان به زیارتگاه تبدیل شد. 
در دهه ۱۶۸۰، سربازان هابسبورگ آن سکونتگاه را ویران کردند و این مکان در گذر زمان از یادها رفت. در ۲۰۱۶ پایه‌های سنگی آن به ارتفاع چند سانتی‌متر در زیر تاکستانی شخصی در حفاری‌ها پیدا شد.

## نگارخانه

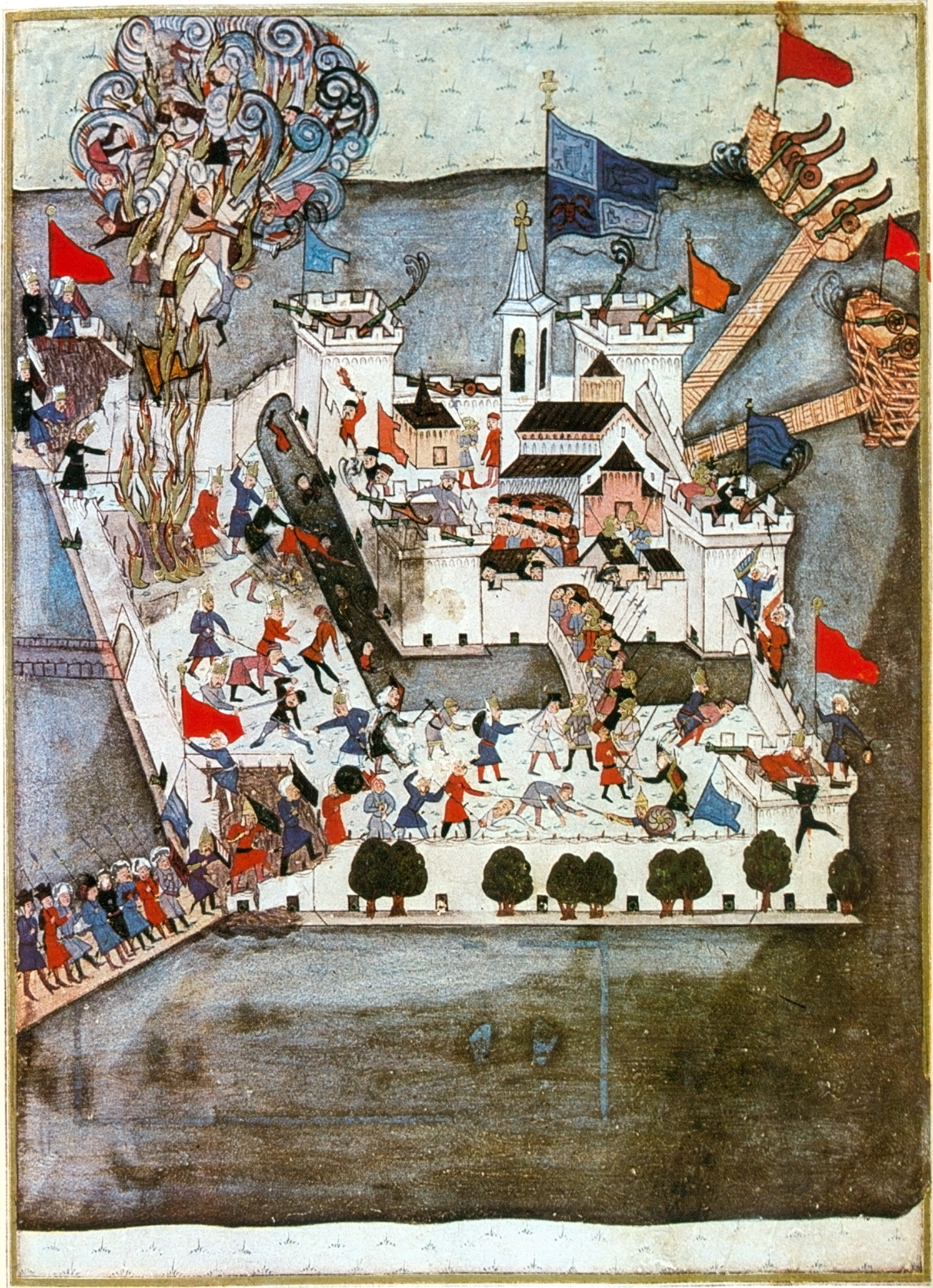
مینیاتوری از محاصره سیگت‌وار در ۱۵۶۶
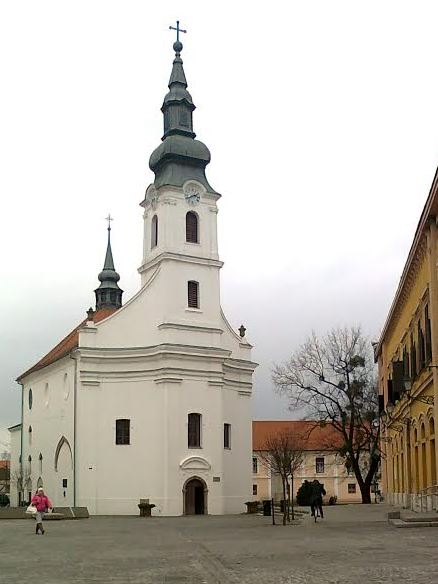
کلیسای کاتولیک رومی سِنت روکوش[الف] (اصالتا مسجد جامع)
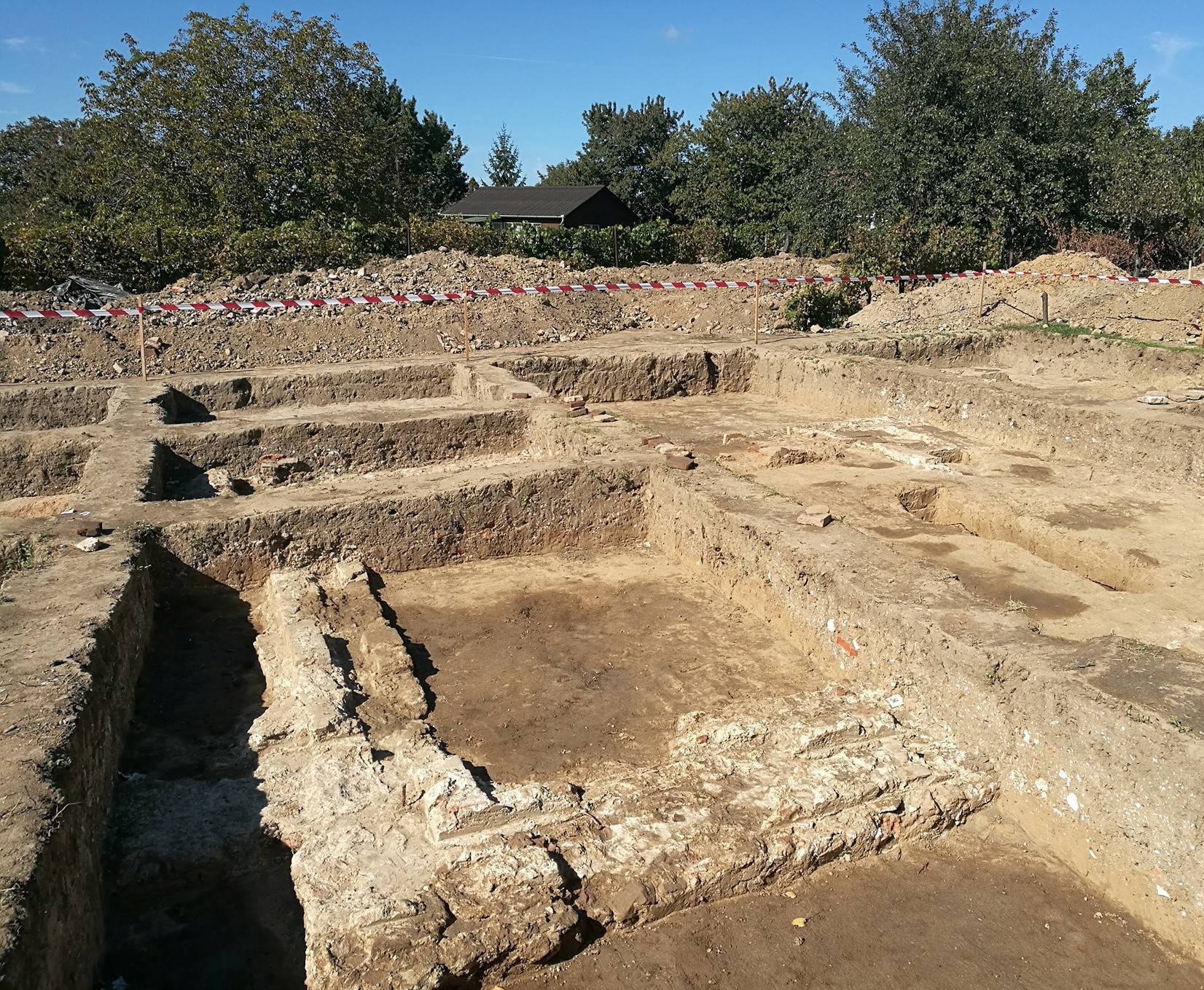
بقایای تربت سلیمان
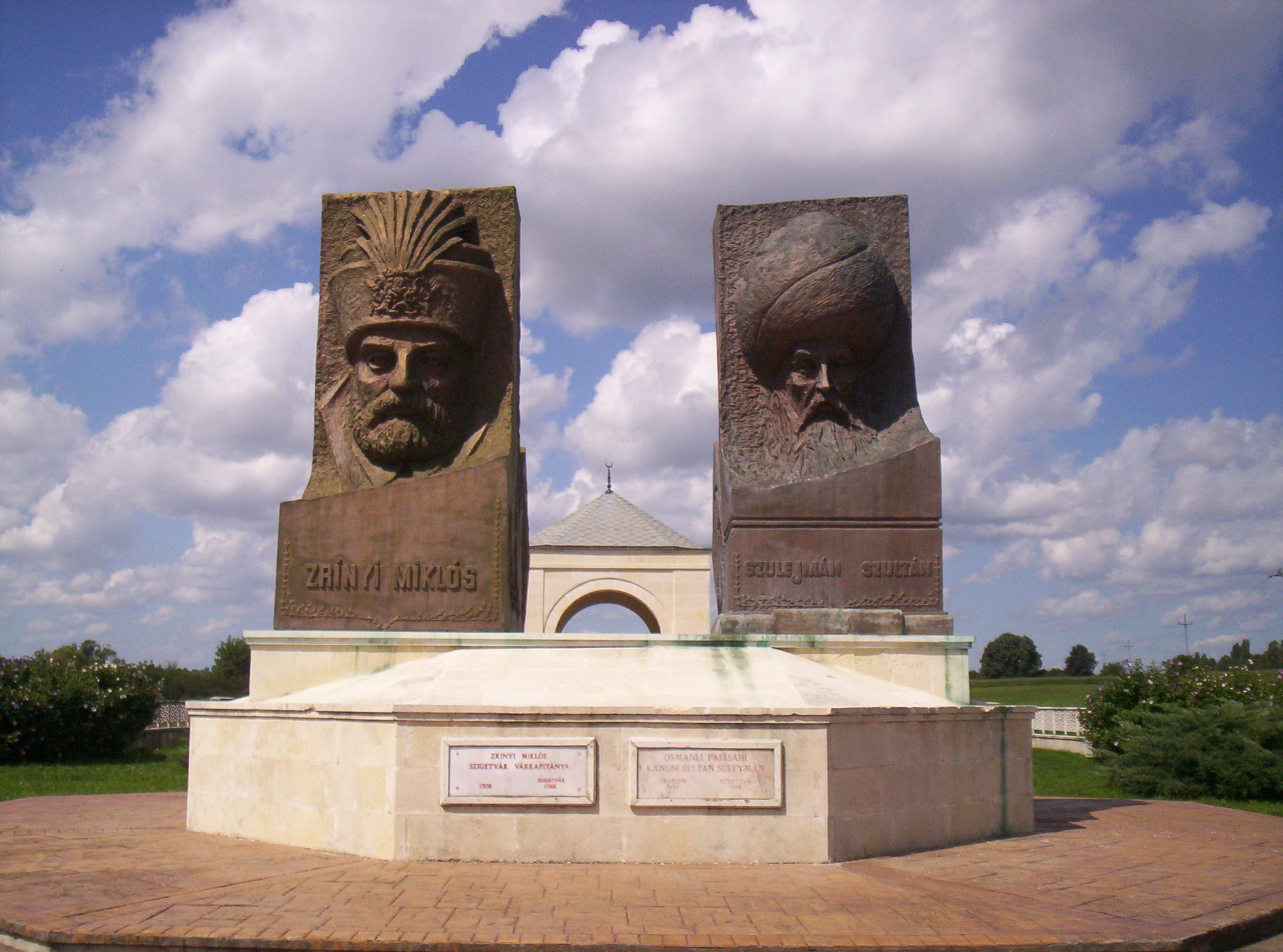
مجسمه میکلوش زرینی و سلیمان یکم در پارک دوستی مجاری-ترکی (کاری از Metin Jurdanur)

## یادداشت
1. ↑  Szent Rókus